# Tráquea (artrópodos)

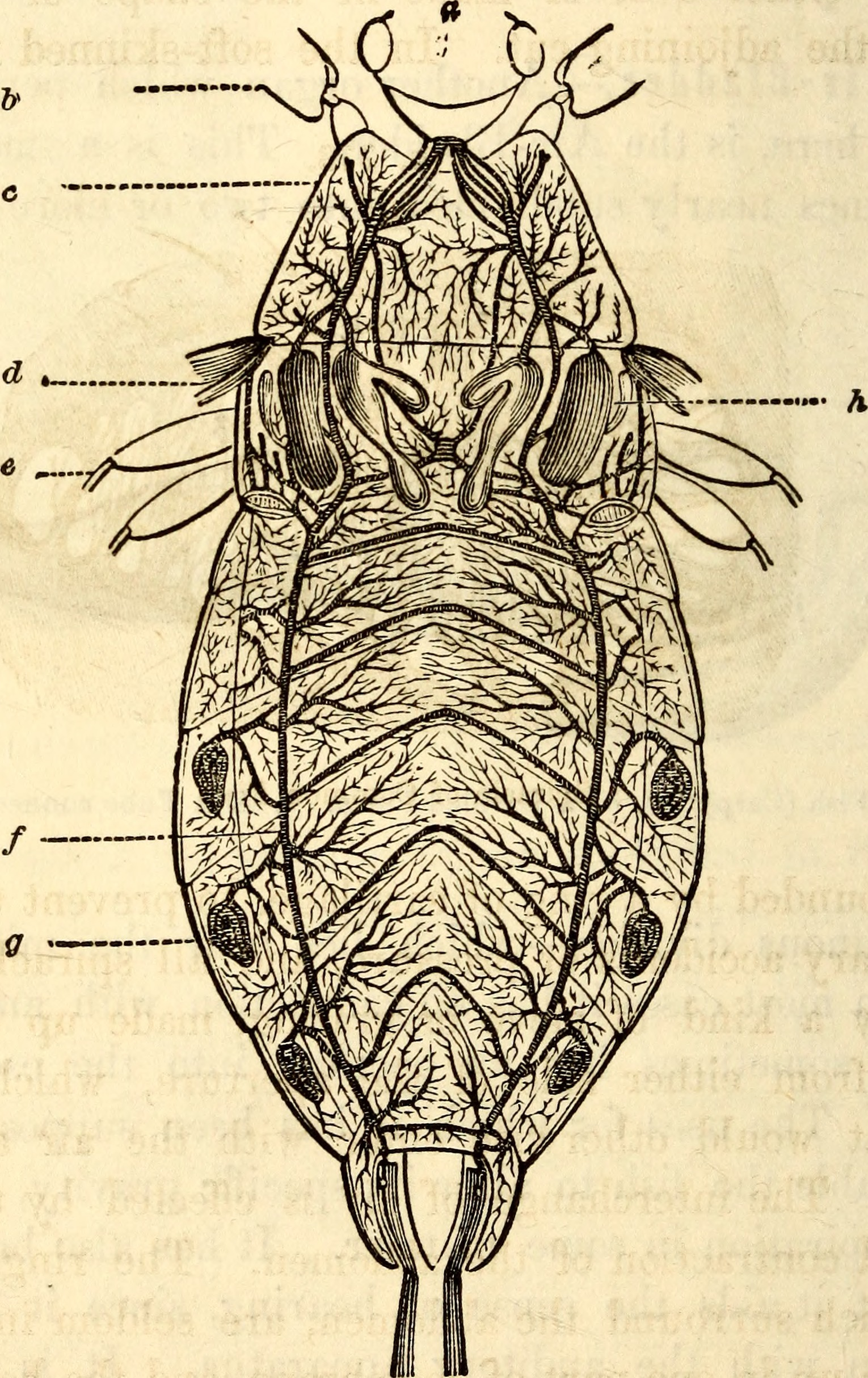
Sistema traqueal de un insecto

Las tráqueas son los órganos respiratorios de los artrópodos terrestres y de los onicóforos. El conjunto de tráqueas forma el sistema traqueal que es una red de tubos vacíos, progresivamente de menor diámetro (de 0,8 mm a pocos micrómetros), que penetra en los tejidos y aporta oxígeno directamente a las células, sin necesidad de la intervención del aparato circulatorio. Las tráqueas son invaginaciones del tegumento y por tanto están recubiertas por cutícula que se reemplaza con la muda (ecdisis). En la respiración traqueal el transporte de gases respiratorios es totalmente independiente del aparato circulatorio por lo que, a diferencia de los vertebrados, el fluido circulatorio (hemolinfa) no guarda oxígeno, y se cree que este es uno de los factores que pueden limitar el tamaño máximo de los artrópodos terrestres. Poseen tráqueas los onicóforos, arácnidos, miriápodos y los insectos.

## Insectos
El sistema traqueal de los insectos consta de los siguientes elementos:
- Estigmas o espiráculos. Las tráqueas conectan con el exterior a través de poros redondeados llamados estigmas o espiráculos que se abren al exterior directamente o poseen una cámara (atrio o cavidad subestigmética), sirven para respirar y comunicarse con los de su especie con estructuras como pelos o espinas que minimizan la pérdida de agua e impiden la entrada de polvo y parásitos; para tal fin, también tienen diferentes sistemas de cierre. La distribución de los espiráculos puede variar mucho entre los diferentes órdenes de insectos, pero en general cada segmento del cuerpo puede tener un par.[2]

- Tráqueas. Son tubos vacíos por los que circulan los gases respiratorios; además de estar revestidas de cutícula presentan anillos en espiral (tenidios) que las refuerzan e impiden que se colapsen. Las tráqueas son permeables a los gases en todo su recorrido. En relación con las tráqueas pueden existir sacos aéreos que son cámaras muy dilatables que almacenan aire y facilitan el vuelo.

- Traqueolas. Las tráqueas se ramifican y se hacen más estrechas para originar las traqueolas que transportan los gases metabólicos desde y hacia los tejidos. Las traqueolas, penetran entre las células y actúan como puntos de intercambio de gases.

En algunos insectos acuáticos las tráqueas intercambian gases directamente a través del tegumento o gracias a la existencia de estructuras branquiales recubiertas por cutícula muy fina, denominadas traqueobranquias.

## Miriápodos
El sistema traqueal de los miriápodos es muy similar al de los insectos: presentan anillos en espiral (tenidios), son permeables a gases en todo su recorrido y pueden asociarse con sacos aéreos; a pesar de ello, hay pruebas de que evolucionaron independientemente.

## Arácnidos
Los arácnidos tienen dos estructuras respiratorias diferentes, los pulmones en libro y el sistema traqueal, que pueden presentarse juntas en el mismo animal. El sistema traqueal de los arácnidos tampoco es homólogo al de los insectos y miriápodos, por lo que en los artrópodos ha habido un notable fenómeno de convergencia evolutiva por lo que se refiere al desarrollo de un aparato respiratorio adecuado para la colonización del medio terrestre; el sistema traqueal apareció tres veces de manera independiente en tres grupos distintos de artrópodos.
Los araneidos más primitivos (Mesothelae) poseen dos pares de pulmones en libro y carecen de tráqueas; los araneomorfos, más evolucionados, poseen normalmente un par de pulmones y un sistema de tubos traqueales.
Los ricinúlidos, pseudoscorpiones, solífugos, opiliones y ácaros tienen también un sistema traqueal más o menos desarrollado, pero no así los escorpiones, uropigios, amblipigios y esquizómidos, que respiran a través de pulmones en libro.

## Onicóforos
Los onicóforos no son artrópodos, pero están estrechamente relacionados con ellos. Son animales terrestres que han desarrollado un sistema de tráqueas análogo a los anteriores. Las tráqueas se abren al exterior a través de pequeños poros (espiráculos) cuyo diámetro no pueden regular. La unidad traqueal es pequeña y abastece solo los tejidos más cercanos a su espiráculo. En este caso, también parece que las tráqueas de los onicóforos han evolucionado de manera independiente a los sistemas traqueales de los artrópodos.